# Antherostele luzoniensis
Antherostele luzoniensis är en måreväxtart som först beskrevs av Elmer Drew Merrill, och fick sitt nu gällande namn av Cornelis Eliza Bertus Bremekamp. Antherostele luzoniensis ingår i släktet Antherostele och familjen måreväxter. Inga underarter finns listade i Catalogue of Life.